# Hydrelia aurantiaca
Hydrelia aurantiaca là một loài bướm đêm trong họ Geometridae.